# Коминтерн (Киселевское сельское поселение)
Коминтерн — хутор в Красносулинском районе Ростовской области.
Входит в состав Киселевского сельского поселения.

## География
Хутор находится у границы с Украиной.

### Улицы
- ул. Черемушки,
- ул. Щербатых.

## Население
| 2010 |
| ---- |
| 203  |